# Chris Steinfeld
Hans Christopher "Chris" Steinfeld (Denver, 14 de dezembro de 1959) é um velejador estadunidense. 

## Carreira
Chris Steinfeld representou seu país nos Jogos Olímpicos de 1984, na qual conquistou a medalha de prata classe 470 em 1984. 